# Крушје (Велес)
Крушје (мкд. Крушје) је насеље у Северној Македонији, у средишњем делу државе. Крушје је насеље у оквиру општине Велес.

## Географија
Крушје је смештено у средишњем делу Северне Македоније. Од најближег града, Велеса, село је удаљено 22 km северно.
Село Крушје се налази у историјској области Повардарје, на јужним падинама Градиштанске планине, на приближно 410 метара надморске висине. Југозападно од села пружа се Каратманско поље.
Површина сеоског атара простире се на површини од 11,3 km².
Месна клима је континентална.

## Становништво
Крушје је према последњем попису из 2002. године имало 1 становника.
Већинско становништво у насељу су Турци (100%).
Претежна вероисповест месног становништва је ислам.